# Амбула (їжа)

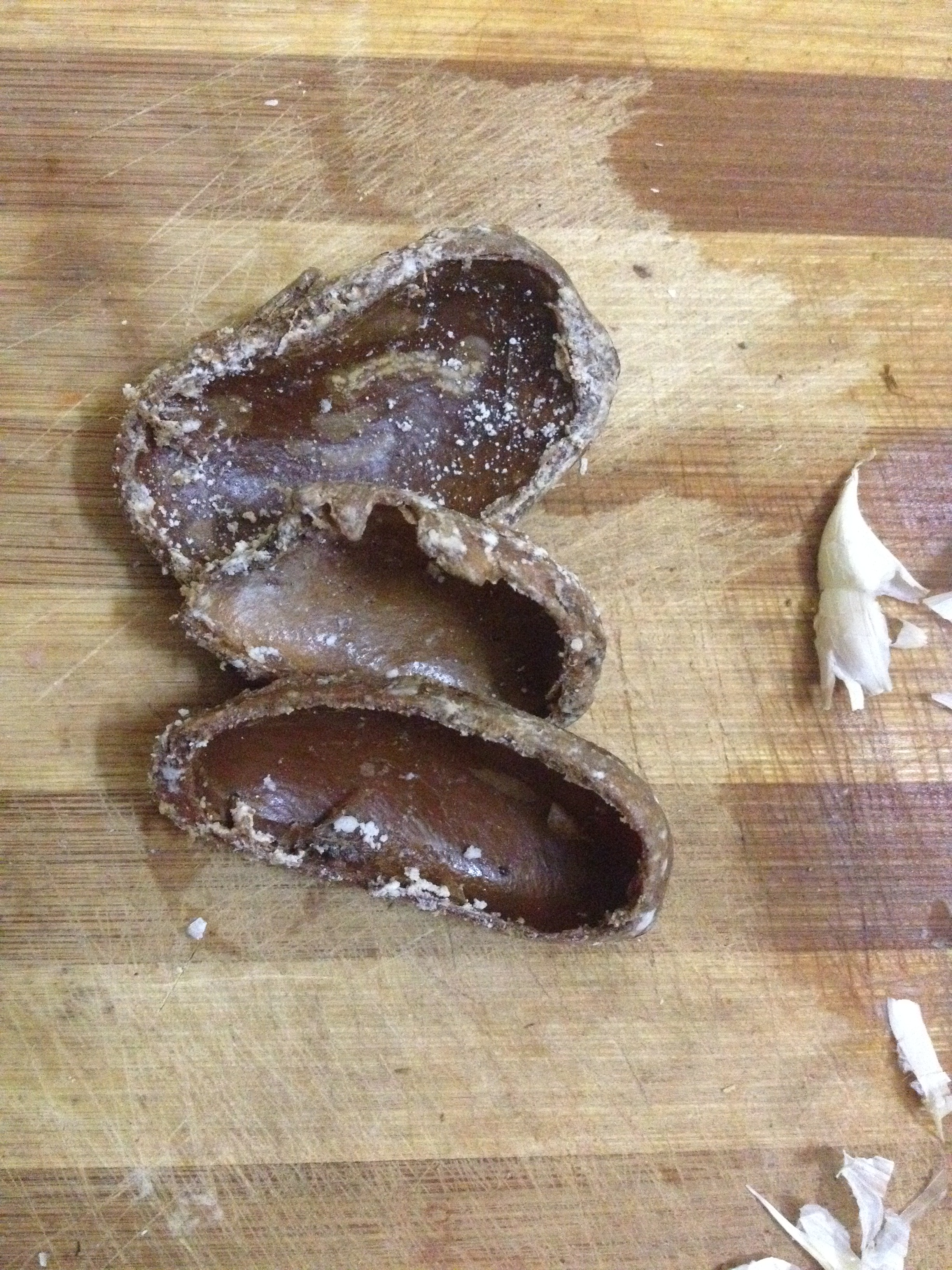
Шматочки амбули

Амбула (орія ଆମ୍ବୁଲ) — це страва з висушеного манго, що походить з Одіші.  На смак він кисло-солодкий. Амбула використовується для закислення каррі, як канджі. Його можна приготувати з червоним або зеленим перцем чилі, часником і водою і можна подавати з «пакхалою».

## Підготовка
Амбула виготовляється з кислих плодів манго. Спочатку з манго знімають шкірку. Потім манго змішують із сіллю та сушать на сонці протягом кількох днів.  Амбулу можна використовувати в різних каррі, таких як риба та бамія, щоб додати смаку.